# Vladimir (cheval)
Pour les articles homonymes, voir Vladimir.
Le Vladimir (russe : Владимирский тяжеловоз, vladimirski tiajelovoz) est une race de chevaux de trait originaire de Russie.

## Dénomination
Il est aussi nommé « trait lourd Vladimir » (en anglais : Vladimir Heavy Draft),. La base de données DAD-IS de l'Organisation des Nations unies pour l'alimentation et l'agriculture répertorie également les noms d'« Ivanovo », de Clydesdale russe et de Vladimir Clydesdale. 

## Histoire
Cette race a été créée entre 1886 et 1924. Il s'agit de créer un cheval de travail agricole pour les kolkhozes et sovkhozes de la région de Vladimir en Russie soviétique, notamment près de Iouriev-Polski, et aussi aux environs d'Ivanovo et de Gavrilov Possad. Le Vladimir est issu du croisement de juments de trait locales avec des étalons Clydesdale et des chevaux de trait anglais du Shire, achetés par les haras soviétiques dans les années 1930 en Angleterre. 
Ces influences sont complétées par le Suffolk Punch, le Percheron et l'Ardennais.
Le Vladimir a été officiellement enregistré dans les haras de la région en 1946.
La motorisation des activités agricoles a fait drastiquement chuter ses effectifs. En 1980, 16 962 chevaux de cette race sont recensés en URSS.

## Description
D'après le guide Delachaux, il mesure 1,55  à   1,65 m ; DAD-IS fournit des mesures morphométriques moyennes de 1,57 m chez les femelles et 1,60 m chez les mâles. Le poids avoisine les 700 kg ; le poids moyen des mâles est de 775 kg.
Ce cheval de trait montre une claire influence des races de traction britannique dans son modèle, qui est relativement lourd. 
La tête est longue, et dotée d'un profil convexe. Il porte généralement haut sa longue encolure. La croupe est longue. 
Les membres sont allongés, et ont des fanons abondants. Les pieds sont larges. 
La robe est de couleur unie, le plus souvent baie, plus rarement alezane ou noire. 
Cette race est endurante et déploie une grande puissance de traction. Les juments sont très fertimes, puisque le poulinage survient dans 75 à 80 % des cas. 

## Utilisations
Ce cheval de travail agricole est aussi parfois attelé aux troïkas. Il peut être monté. 

## Diffusion de l'élevage
Le Vladimir est classé comme race locale russe. En 2003, les effectifs recensés par la base de donnés DAD-IS sont de 650 individus, ce qui le place parmi les races en  danger d'extinction. Par ailleurs, l'ouvrage Equine Science (4e édition de 2012) le classe parmi les races de chevaux de trait peu connues au niveau international.